# La Florentine (série télévisée)
La Florentine est un feuilleton télévisé français en douze épisodes de 52 minutes, réalisé par Marion Sarraut d'après l'œuvre de Juliette Benzoni, La Florentine, et diffusé à partir du 4 novembre 1991 sur TF1.

## Synopsis
Nous sommes à Florence (Italie) en 1475, sous le règne de Laurent de Médicis, dit Laurent le Magnifique. La belle Fiora Beltrami est amoureuse d'un chevalier bourguignon, Philippe de Selongey. Le soir de leurs noces, il s'enfuit avec la dot de sa jeune femme. Fiora va partir à la recherche de son mari, connaître les aventures les plus scabreuses, devenir espionne, puis âme damnée de Charles le Téméraire. Au fil de ses aventures, elle se trouvera mêlée aux événements politiques et artistiques les plus passionnants de l'époque...

## Distribution
- Anne Jacquemin : Fiora Beltrami
- Alain Payen : Philippe de Selongey
- Isabelle Guiard : Hieronyma Pazzi
- Bruno Pradal : Francesco Beltrami
- Benoît Vallès : Lorenzo de Médicis
- François Dyrek : Démétrios
- Philippe Lemaire : Jacopo Pazzi
- Benoît Brionne : Charles le Téméraire
- Yves Penay : Louis XI
- Christian Rauth : Philippe de Commynes
- Jean-Pierre Vaguer : L'Ambassadeur Bembo
- Michel Vitold : Pierre de Brévailles
- Annie Allal : suivante de Hieronyma
- Brigitte Aubry : Chiara Albizzi
- Marie-Françoise Audollent : la sœur converse
- Jacques Brucher : le muletier Marino
- Jean-Christophe Brétignière : le valet de Regnault
- Jérôme Chappatte : Fra Ignacio Ortega
- Fabienne Chaudat : La Pippa
- Laurent d'Olce : Pietro Pazzi
- Lise Delamare : la comtesse de Brévailles
- Bernard Dhéran : Panigarola
- Henri Guybet : Agnolo Nardi
- Philippe Nahon : Olivier de La Marche
- Anna Pievic : Khatoun
- Rebecca Potok : Dame Léonarde
- Hugues Profy : Esteban
- Bernard Waver : le gonfalonier
- Mathias Mégard : Battista Colonna
- Pierre Aufrey : le comte Campobasso

## Fiche technique
- Format original : 12 x 52 minutes
- Réalisation : Marion Sarraut
- Production : Michel Augeix
- Scénario : Juliette Benzoni et Jean Chatenet
- Photographie : Francis Junek
- Musique : Robert Viger
- Montage : Jean-Claude Fourche
- Décors : Serge Sommier
- Costumes : Josette Verrier
- Cascadeur : Bénédicte Follet
- Coordination cascades : Georges Branche
- Conseiller équestre : Georges Branche
- Dresseur animaux : Georges Branche